# Nissan Primera
De Nissan Primera is een  middenklassenauto van het merk Nissan. Van ongeveer 1990 tot 2008 was dit type in Europa verkrijgbaar, als vierdeurs sedanvorm, vijfdeurs hatchback en vijfdeurs stationwagen. De auto werd in Japan en Europa verkocht en was ontwikkeld met bijzondere aandacht voor de Europese markt. De Europese versies, met uitzondering van de stationwagen, werden in het Engelse Washington gebouwd. De auto is in de loop van de jaren doorontwikkeld, zodat in de laatste versies alleen de hoofdcomponenten van de techniek nog te vergelijken zijn met die uit 1990.

## Verschillende generaties
Onderstaande met P beginnende typecodes waren voor intern gebruik van Nissan en voor communicatie met toeleveranciers en verkopers. Ze werden niet op de consumentenmarkt gebruikt.

### P10 (1990-1996)
De Primera werd als eerste auto van Nissan specifiek gericht op de Europese markt ontwikkeld en gebouwd. Sedan; Liftback en stationwagen werden op hetzelfde platform gebouwd. In 1994 kreeg de P10 een facelift.

### P11 (1996-2002)
De tweede generatie van de Nissan Primera werd in de herfst van 1996 in Nederland gelanceerd.

#### P11-120 (vanaf 1997)
In 1997 volgden de eerste kleine technische en optische wijzigingen aan de P11. Na deze kleine facelift werd hij intern als Nissan Primera P11-120 betiteld.

#### P11-144 (vanaf 1999)
Een grotere facelift vond plaats in 1999, waarbij vooral de voorkant een modernere aanblik kreeg. Zo werden o.a. de koplampen vervangen en werd er een modernere grille in gezet. Verder werd airconditioning en bij enkele modellen ook Xenon koplampen standaard. Ook vonden er technische wijzigingen plaats.

### P12 (2002-2008)
De derde en laatste generatie van de Primera, de P12, werd in 2002 gelanceerd. In het oog springen vooral de ingrijpende veranderingen aan het exterieur, zoals de meer gestroomlijnde, rondere vormen en de opvallende achterkant.
Huidige modellen Europa:
370Z ·
Ariya ·
Cabstar ·
Cube ·
GT-R ·
Interstar ·
Juke ·
Leaf ·
Micra ·
Murano ·
Navara ·
Note ·
NV200 ·
NV300 ·
NV400 ·
Pathfinder ·
Primastar ·
Qashqai ·
Townstar ·
X-Trail

Huidige modellen internationaal:
Altima ·
Armada ·
Bluebird ·
Caravan ·
Elgrand ·
Fuga ·
Maxima ·
NV ·
Patrol ·
Rogue ·
Sentra ·
Serena ·
Skyline ·
Skyline ·
Skyline Crossover ·
Sunny ·
Teana ·
Tiida ·
Titan ·
Xterra

Concepten:
Forum ·
Jikoo ·
Pivo ·
Urge

Uit productie:
100NX ·
200SX ·
300ZX ·
350Z ·
Almera ·
Almera Tino ·
Bluebird ·
Cedric ·
Cherry ·
Cima ·
Gloria ·
Kubistar ·
Laurel ·
Pixo ·
Prairie ·
Primera ·
Pulsar ·
Silvia ·
Stanza ·
Terrano ·
Vanette